# Jesenice (okres Praha-západ)
Jesenice (Duits: Jessenitz, soms ter onderscheiding van andere plaatsen met dezelfde naam Jesenice u Prahy genoemd) is een Tsjechische stad in de regio Midden-Bohemen, en maakt deel uit van het district Praha-západ. Jesenice telt 10.169 inwoners (2023).

## Geschiedenis
- 1088 – De eerste schriftelijke vermelding van Jesenice.
- 2015 – De gemeente Jesenice krijgt de status van stad.[1]

## Stadsdelen
- Jesenice
- Horní Jirčany
- Osnice
- Zdiměřice